# Політика (фільм, 1931)
Політика (англ. Politics) — американська комедійна мелодрама режисера Чарльза Райснера 1931 року.

## Сюжет
Вдові середніх років Хетті Бернс набридло, коли місцеві політики маленьких містечок ігнорують корупцію і вирішує самій стати мером.

## У ролях
- Марі Дресслер — Хетті Бернс
- Поллі Моран — Іві Хіггінс
- Роско Ейтс — Пітер Хіггінс
- Карен Морлі — Міртл Бернс
- Вільям Бейкуелл — Бенні Емерсон
- Джон Мільян — Джим Куранджо
- Джоан Марш — Дейзі Еванс
- Том МакГуайр — мер Том Коллінз
- Кейн Річмонд — Ніфті Морган
- Мері Елден — місіс Мері Еванс